# Actia pamirica
Actia pamirica là một loài ruồi trong họ Tachinidae.